# الرياضات للأشخاص ذوي الإعاقة في إسبانيا
بدأت الرياضة للمعوقين في إسبانيا في عشرينيات القرن العشرين مع ظهور رياضة الصم. بدأت الرياضة للمكفوفين في ثلاثينيات القرن العشرين. بدأت الرياضة للأشخاص ذوي الإعاقات الجسدية في الخمسينيات من القرن العشرين، وكانت في المقام الأول تأهيلية. تأسست أول منظمة رئيسية للرياضة للأشخاص ذوي الإعاقة في عام 1968 بتوجيه من رئيس اللجنة الأولمبية الإسبانية آنذاك خوان أنطونيو سامارانش. شاركت إسبانيا في أول دورة ألعاب بارالمبية لها في نفس العام. أصبحت ONCE المنظمة الرسمية لتنظيم التمثيل الإسباني في المسابقات الرياضية الدولية للمكفوفين في عام 1986. أٌعيدت هيكلة الرياضة الإسبانية بسبب التغييرات في القانون خلال أوائل التسعينيات، مما أدى إلى إنشاء أربع منظمات رياضية جديدة للأشخاص ذوي الإعاقة واللجنة البارالمبية الإسبانية. خلال تسعينيات القرن العشرين وبداية القرن الحادي والعشرين، تحسنت فرص تمويل الرياضات المخصصة للأشخاص ذوي الإعاقة.

## تاريخ

### الحركة ما قبل البارالمبية
أُنشئ أول نادي رياضي للصم في إسبانيا عام 1917 عندما شُكلت دائرة الرياضة للصم في برشلونة. ولم تُنشئ اللجنة الإسبانية للرياضات الصامتة إلا في عام 1949؛ وكان ماركوس أنافي بينافيديستي أول رئيس للمجموعة، وهو المنصب الذي ظل فيه لمدة عشر سنوات.
نُظمت الألعاب الرياضية للمكفوفين في المدارس الخاصة بالمكفوفين في إسبانيا بحلول عام 1938. كانت الرياضات التي شارك فيها الأطفال المكفوفون في وقت مبكر تشمل الشطرنج والسباحة وألعاب القوى. بدأت الرياضة التنافسية للمكفوفين في عام 1958 في مدرسة إنماكولادا كونسيبسيون دي مدريد عندما أقيم سباق منظم بين الطلاب ضعاف البصر والطلاب المبصرين.
خلال الخمسينيات من القرن العشرين، شارك الصليب الأحمر الإسباني في تنظيم فرص الرياضة للأشخاص ذوي الإعاقة في البلاد، بما في ذلك تنظيم أول دورة للألعاب الأولمبية للأمل في تاراغونا. في عام 1956، أُنشئ Hogares Mundet كمنشأة سكنية للأطفال ذوي الإعاقات الجسدية الذين ليس لديهم آباء. وكان جزء أساسي من الرعاية هو دمج الرياضة.
في عام 1960، انضمت اللجنة الإسبانية للرياضات الصامتة إلى اللجنة الدولية للرياضات للصم. وبعد مرور عام، في عام 1961، أرسلت إسبانيا أول وفد لها إلى دورة الألعاب الأولمبية للصم. أقيمت أول بطولة وطنية لرياضة الصم في ستينيات القرن العشرين. في البداية، كانت المنافسة تقتصر على رياضتين فقط في البرنامج، الشطرنج وكرة القدم.
شملت الرياضات المبكرة التي مارسها الأشخاص ذوو الإعاقة الجسدية في إسبانيا خلال هذه الفترة كلاً من كرة السلة على الكراسي المتحركة، وكرة المضرب على الكراسي المتحركة، والبوتشيا، والرماية. تركز الكثير منها حول المستشفيات الكبيرة.

### الحركة البارالمبية المبكرة
ونتيجة لزيادة المشاركة والاهتمام بالرياضة للأشخاص ذوي الإعاقات الجسدية، كلف رئيس اللجنة الأولمبية الإسبانية آنذاك خوان أنطونيو سامارانش جييرمو كابيزاس بإنشاء الاتحاد الرياضي الإسباني للأشخاص ذوي الإعاقات الجسدية (FEDDF)، والذي أُنشئ في عام 1968. على الرغم من أنها أنشئت في الأصل للأشخاص ذوي الإعاقات الجسدية فقط، إلا أنها سرعان ما أصبحت منظمة شاملة تمثل أنواعًا متعددة من الإعاقة. خلال ستينيات القرن العشرين، كان اتحاد الصناعات الفيدرالية (FEDDF) المعروف آنذاك باسم FEDM يفتقر إلى التمويل. كان عدد من المؤسسات العامة غير مبالية باحتياجات الرياضيين ذوي الإعاقة، ولم تفهم الدور الذي ينبغي أن تلعبه المنظمة، وبالتالي، قدمت القليل من المساعدة. كان على العديد من الرياضيين ذوي الإعاقة في ذلك الوقت تمويل أنشطتهم الخاصة. كان من بين الأشخاص الرئيسيين المشاركين في الرياضات الرائدة للمعاقين خلال الستينيات دييغو مونريال، وماري تامايو، ولوخو جاراميلو، وخوان بيريس، وخوسيه باربيرو، وأولغا مارتينيز، وخوان بالاو، وخيسوس مازا، وأنطونيو ماركو، وإيزابيل دي كوباس، وج. أنطونيو خيمينيز، وجاسبار أنايا، وألفونسو أوتيرو.
أرسلت إسبانيا وفدها الأول للتنافس في الألعاب البارالمبية في عام 1968.
لُعبت كرة السلة على الكراسي المتحركة لأول مرة في إسبانيا في عام 1969. خلال سبعينيات القرن العشرين، بدأت رياضة كرة السلة على الكراسي المتحركة في التطور في البلاد. وقد قدم منظموها نموذجًا للنجاح كُرر بعد ذلك في رياضات إسبانية أخرى بما في ذلك السباحة والتزلج.
عندما بدأت الرياضة للأشخاص ذوي الإعاقات الجسدية في إسبانيا خلال سبعينيات القرن العشرين، كان الهدف منها هو المساعدة في إعادة تأهيل المرضى. بحلول أوائل عام 2000، تطورت الرياضات المخصصة للأشخاص ذوي الإعاقة وأصبحت شيئًا تنافسيًا.
كان أول اتصال دولي بين مجتمع الرياضة للمكفوفين في إسبانيا والمجتمع الدولي في عام 1970 في فرنسا. في عام 1972، أقيمت أول بطولة رياضية وطنية للمعاقين جسديًا (الإسبانية: Juegos Nacionales Minusválidos). أرسلت إسبانيا وفدًا قويًا مكونًا من 30 عضوًا إلى دورة الألعاب البارالمبية الصيفية لعام 1972. في عام 1973، وسع برنامج بطولة الرياضة الوطنية للصم ليشمل كرة السلة، والتنس، وتنس الطاولة، والبولينج.
بالنسبة لدورة الألعاب البارالمبية الصيفية لعام 1976، أُدخلت الرياضات للمكفوفين في برنامج الألعاب البارالمبية. أقيمت الألعاب الأولمبية الخاصة لأول مرة في البلاد في مدريد عام 1978. أرسلت إسبانيا وفدها الأول إلى دورة الألعاب الأولمبية الشتوية للصم في عام 1983.
خلال السبعينيات وأوائل الثمانينيات، كان اتحاد FEDDF يهيمن عليه الأشخاص ذوو الإعاقات الجسدية ولم تحصل أنواع الإعاقات الأخرى مثل ضعف البصر على نفس القدر من الدعم داخل المنظمة. وقد ساعد هذا في الدفع نحو إنشاء منظمة ONCE لتشجيع الرياضة للمكفوفين. في عام 1986، أصبحت ONCE المنظمة الرسمية لتنظيم التمثيل الإسباني في المسابقات الرياضية الدولية للمكفوفين. واستمرت في هذا الدور حتى اختتام بطولة العالم للرياضة للمكفوفين عام 1994 التي أقيمت في برلين.
في عام 1991، بدأ الاتحاد الكتالوني للتنس العمل على دمج رياضة التنس على الكراسي المتحركة في منظمته. وبحلول عام 1995، بدأ الاتحاد الملكي الإسباني للتنس والاتحاد الدولي للتنس أيضًا العمل على التكامل. قام الاتحاد الفيدرالي لكرة القدم بدمج رياضة التنس على الكراسي المتحركة في المنظمة على أساس هذه الأمثلة لمحاولات التكامل. وفرت الشراكة بين الاتحاد الملكي الإسباني للتنس والاتحاد الدولي لرياضة الكراسي المتحركة تمويلًا إضافيًا وفرصًا للمنافسة للاعبي التنس على الكراسي المتحركة في الاتحاد.

### برشلونة وما بعد برشلونة

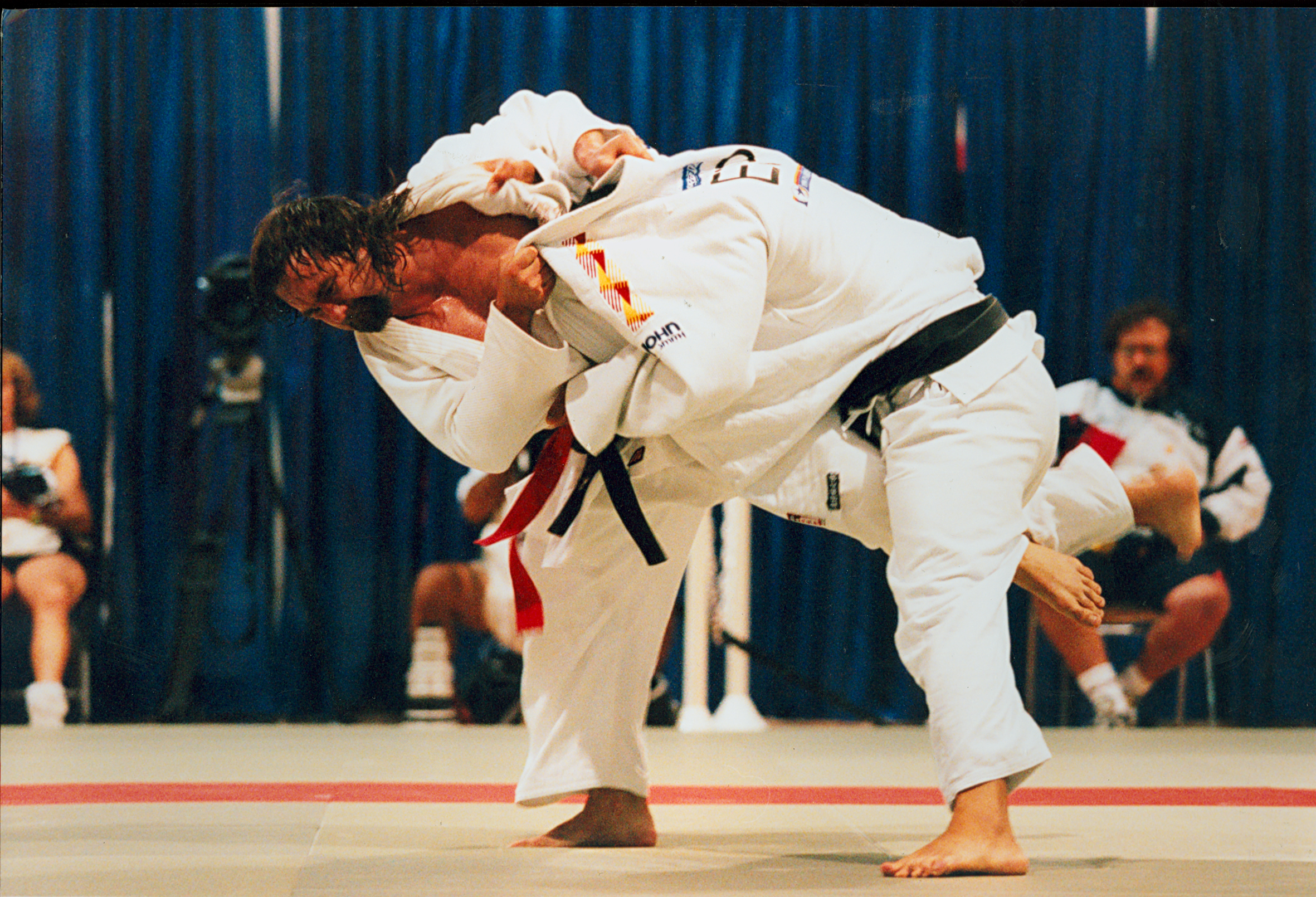
متنافس جودو إسباني في دورة الألعاب البارالمبية الصيفية لعام 1996

في عام 1990، أُقر القانون العام للرياضة (الإسبانية: Ley General del Deporte) مما أدى إلى تغييرات في كيفية تنظيم الرياضة داخل إسبانيا. وفي نهاية المطاف، ساعدت التغييرات التي طرأت استجابة للقانون في خلق بيئة أدت إلى إنشاء العديد من المنظمات الرياضية الوطنية الإسبانية للأشخاص ذوي الإعاقة لأنواع محددة من الإعاقة. وشمل ذلك إنشاء الاتحاد الإسباني للرياضة للمكفوفين، والاتحاد الإسباني للرياضيين ذوي الإعاقات الذهنية، والاتحاد الإسباني للرياضة للصم، والاتحاد الإسباني للرياضيين المصابين بالشلل الدماغي. ويعني القانون أنه على الرغم من أن هذه المنظمات الرياضية هي منظمات خاصة، إلا أنها تخدم المصلحة العامة.
عندما استضافت برشلونة دورة الألعاب البارالمبية الصيفية عام 1992، شكلت هذه النسخة لحظة حاسمة في تاريخ الرياضات الخاصة بالأشخاص ذوي الإعاقة في إسبانيا والعالم. وقد انتهى الأمر إلى المساعدة في تعريف المنظمات الرياضية الإسبانية المرتبطة بالأشخاص ذوي الإعاقة. بعد العملية الإدارية الكاملة لإعادة تنظيم الرياضة البارالمبية العالمية، أُنشئت اللجنة البارالمبية الإسبانية في عام 1995، بعد دورة الألعاب البارالمبية الصيفية عام 1992 وعملت على اختيار الفريق الإسباني لدورة الألعاب البارالمبية الصيفية عام 1996.
بعد دورة الألعاب الأولمبية لعام 1992، طور الاتحاد الكتالوني للرياضة للمعاقين برنامجًا يسمى HospiSport مصممًا لإضفاء الطابع الرسمي على دمج الرياضة في إعادة التأهيل من خلال إخراج المرضى من المستشفى وجعلهم يشاركون في برامج في المرافق الرياضية. 26% من الرياضيين المشاركين في دورة الألعاب الأولمبية ببرشلونة تعرضوا لإصابة أدت إلى إعاقتهم قبل بلوغهم سن الخامسة عشرة. ومن بين هؤلاء، شارك 80% منهم في نوع ما من الرياضة قبل اكتساب إعاقتهم.
بحلول الوقت الذي أقيمت فيه دورة الألعاب البارالمبية الصيفية عام 1996، كان الرياضيون الإسبان من ذوي الإعاقة يتدربون بانتظام جنبًا إلى جنب مع نظرائهم من ذوي القدرات البدنية السليمة. في عام 1996، أُنشئ اتحاد مدريد لرياضة المعاقين جسديًا (الإسبانية: Federación Madrileña de Deportes de Minusválidos Físicos) (FMDMF). بحلول عام 2008، كان من المقرر أن يضم اتحاد مدريد لكرة القدم 37 ناديًا مقرها مدريد واتحادات رياضية محددة منسجمةً معه.
خلال أواخر تسعينيات القرن العشرين، حصلت المنظمات الرياضية الوطنية للأشخاص ذوي الإعاقة على منح من وزارة التعليم والثقافة والرياضة (الإسبانية: Ministerio de Educación, Cultura y Deporte). 

### سيدني وما بعدها

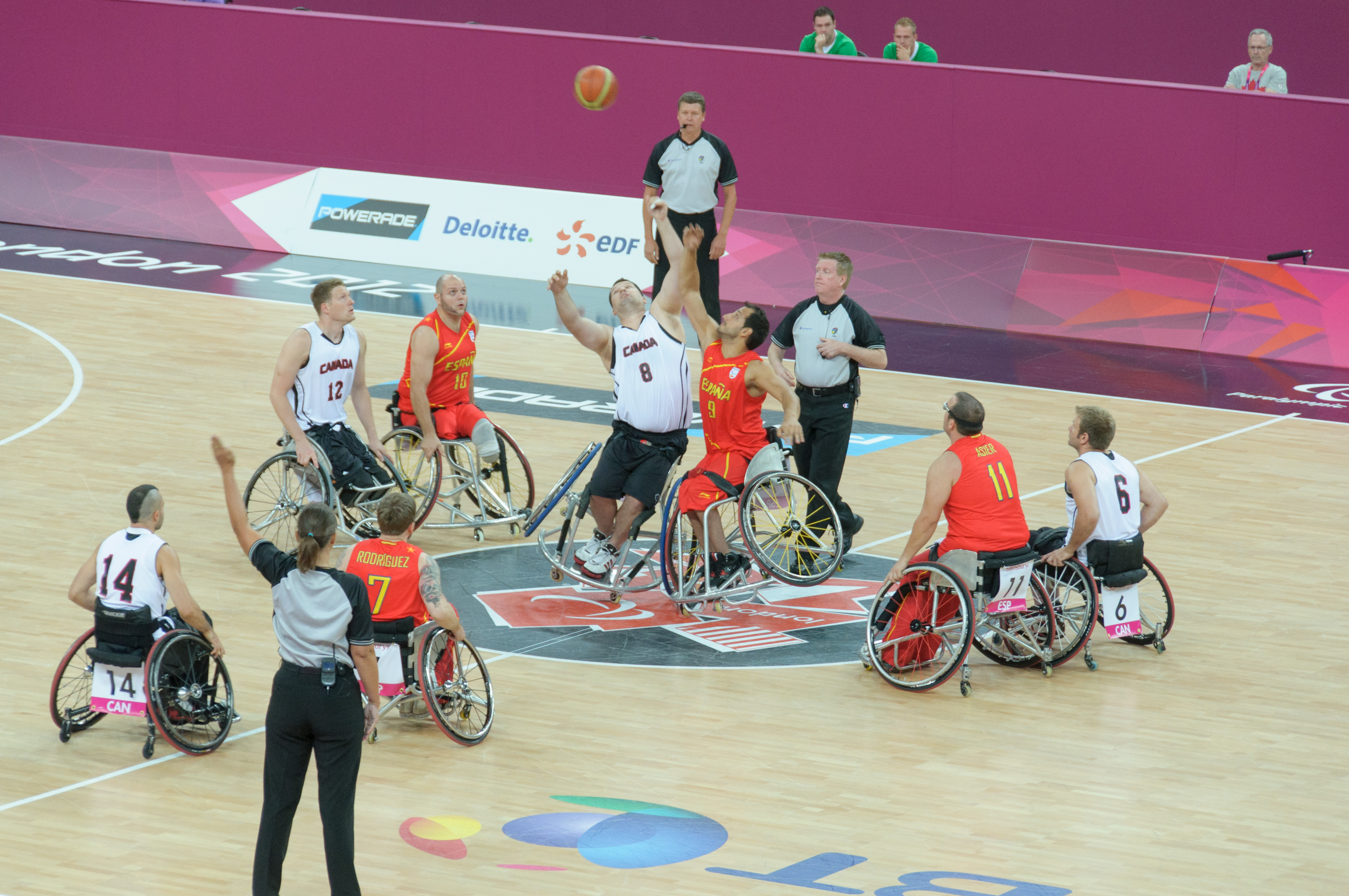
رجال إسبانيا يلعبون ضد كندا في دورة الألعاب الأولمبية بلندن 2012

خلال العقد الأول من القرن الحادي والعشرين وعقد العقد الثاني من القرن الحادي والعشرين، تلقت المنظمات الرياضية الوطنية للأشخاص ذوي الإعاقة عددًا من المنح من وزارة التعليم والثقافة والرياضة (الإسبانية: Ministerio de Educación, Cultura y Deporte). في يونيو 2005، أُنشئت خطة ADOP لدعم المتنافسين البارالمبيين بشكل أفضل في سعيهم للتأهل للألعاب. وقع عليه ليصبح قانونًا من قبل رئيس الوزراء خوسيه لويس رودريغيز ثاباتيرو. بلغت ميزانية دورة الألعاب البارالمبية في بكين 7 ملايين يورو. كان تمويل دورة لندن، التي بدأت عقب اختتام دورة الألعاب البارالمبية الصيفية عام 2008، 17.5 مليون يورو، وأُستلم التمويل من 20 شركة ومنظمة مختلفة.
من عام 2004 إلى عام 2008، ارتفعت المشاركة في الرياضات المخصصة للأشخاص ذوي الإعاقة في مدريد بمعدل 33.10% سنويًا. بحلول عام 2008، دُمج 60 رياضيًا بارالمبيًا مختلفًا في البرامج التي تديرها مراكز الأداء العالي الإقليمية في إسبانيا.

## مشاركة
للمشاركة في الأحداث المعتمدة على المستوى المحلي، يحتاج الرياضيون إلى الحصول على ترخيص. في مدريد، يمكنك الحصول على ترخيص من FMDMF لممارسة ثمانية عشر رياضة بما في ذلك ألعاب القوى والسباحة وكرة السلة على الكراسي المتحركة والتجديف وكرة الريشة وتنس الكراسي المتحركة والبوتشيا وتنس الطاولة والغوص والرماية وركوب الدراجات والرماية الرياضية والمبارزة والإبحار والتزلج على جبال الألب وكرة القدم على الكراسي المتحركة ورفع الأثقال. في عام 2010، كان هناك حوالي 800 لاعب كرة سلة على الكراسي المتحركة في إسبانيا يلعبون في 42 فريقًا مختلفًا.

## التمويل
هناك هيئتان رئيسيتان لتمويل الرياضات الخاصة بالمعوقين في إسبانيا، وهما ONCE و Consejo Superior de Deportes.